# Флорјан
Флорјан (словен. Florjan) је насељено место у општини Шоштањ, Савињска регија, Словенија.

## Историја
До територијалне реорганизације у Словенији био је у саставу старе општине Велење.

## Становништво
У попису становништва из 2011. године, Флорјан је имао 836 становника.
| Број становника према пописима | Број становника према пописима | Број становника према пописима |
| ------------------------------ | ------------------------------ | ------------------------------ |
| 1991                           | 2002                           | 2011                           |
| 712                            | 759                            | 836                            |

Напомена: До 1955. исказивано под именом Свети Флорјан, а од 1955. до 1984. под именом Свети Флорјан при Шоштању.